# Chikkamagadi, Shikarpur
Chikkamagadi là một làng thuộc tehsil Shikarpur, huyện Shimoga, bang Karnataka, Ấn Độ.